# Jonathan Cisneros
Jonathan Ali Cisneros Mejia (Dallas, Estados Unidos, 26 de octubre de 1996) es un futbolista estadounidense de origen hondureño y salvadoreño que juega como delantero en el C. D. Leganés "B" de la Tercera División de España.

## Trayectoria
Comenzó jugando al fútbol desde los 3 años, su primer equipo fueron los Dallas Sidekicks. Luego pasó a los Dallas Texans y estudió en el Newman Smith High School, donde se distinguió siendo el MVP del equipo de fútbol durante una temporada.
Durante septiembre de 2015, estuvo entrenando con el Club Deportivo Olimpia. y después con Real Sociedad. Sin embargo, fue en Platense FC donde firmó su primer contrato profesional en enero de 2017

## Clubes
| Club              | País     | Año   |
| ----------------- | -------- | ----- |
| Platense F. C.    | Honduras | 2017  |
| C. D. Leganés "B" | España   | 2018- |